# Fantaisie no 3 de Mozart
La Fantaisie no 3 en ré mineur, K. 397/385g, est une pièce de musique (fragmentaire) pour piano seul composée par Wolfgang Amadeus Mozart en août/septembre 1782 à Vienne. La pièce est une de ses compositions pour piano parmi les plus populaires.
Le manuscrit original n'a pas survécu et les dernières mesures de l'œuvre ont été perdues ou n'ont jamais été terminées par Mozart. Le final qui existe actuellement est considéré comme l'œuvre de August Eberhard Müller, un des admirateurs du compositeur, qui défendait l'idée que l'œuvre était inachevée.
La première édition (les 97 premières mesures) a été faite en 1804 par le Bureau d'Arts et d'industrie de Vienne, sous le titre : Fantaisie d'Introduction pour le Pianoforte/ composée / par/ W. A. MOZART. Breitkopf & Härtel a publié la Fantaisie en 1806 dans le cahier XVII des Œuvres complettes de W. A. Mozart.

## Structure
La Fantaisie comporte 107 mesures, dans un mouvement unique où s'enchaînent des tempos différents : Andante – Adagio (mesure 12) – Presto (mesure 34) – Tempo primo (mesure 35) – Presto (mesure 44) – Tempo primo (mesure 45) – Allegretto (mesure 55), en ré majeur, à 
.
Les mesures 98 à 107 ne sont pas de Mozart.
L'Allegretto comporte deux sections répétées deux fois : mesures 55 à 62 et mesures 63 à 70.
Son interprétation dure approximativement 6 minutes.